# Свети Атанасий (Заполжани)
Вижте пояснителната страница за други значения на Свети Атанасий.
„Свети Атанасий“ (на македонска литературна норма: „Свети Атанасиј“) е възрожденска православна църква в прилепското село Заполжани, Северна Македония. Църквата е под управлението на Преспанско-Пелагонийската епархия на Македонската православна църква.
Църквата е гробищен храм, разположен в северозападната част на селото. Представлява еднокорабна сграда, с полукръгла апсида на източната страна, която отвън е разчленена на три плитки ниши. Засводена е с полукръгъл свод, а на западната страна има галерия на кат. Църквата е изградена в 1872 година, а в 1928 година е обновена. Построена е на мястото на гръцка църква.